# Emil Porth
Emil Porth (16. května 1832, Praha – 11. června 1858, Terst) byl český přírodovědec, geolog a mineralog, odborník v oblasti hornictví, který se specializoval především na oblast Krkonoš.

## Životopis
Narodil se do rodiny pražského advokáta a poradce Dr. Václava Portha. Po dokončení gymnázia přešel na filosofická studia a později na lékařství, ale studia pro svoji zálibu v mineralogii opustil. Začal přednášet o mineralogii a geologii. Jeho přednášky roku 1852 upoutaly pozornost Císařského geologického ústavu a následně byl pověřen mapováním Krkonoš. V Jilemnici roku 1854 obnovil těžbu mědi na vrchu Kozinec, avšak doly Emil a Paulina byly roku 1860 pro nerentabilnost uzavřeny.
Roku 1855 zakoupil a otevřel též lom ve Škodějově. V březnu 1856 byl Emil Porth nucen varšavskému bankéři Landauovi z finančních důvodů svůj důlní majetek, s výjimkou grafitových dolů, prodat za 200 000 zlatých.
Byl geologickým ústavem pověřen, aby prozkoumal oblast Orientu a Blízkého východu. Během této cesty v oblasti Sinope dostal silný úpal a musel se vrátit zpět. Stihl se však dostat pouze do Terstu, kde 11. června 1858 zemřel.